# Смеречина (ансамбль)
Народний аматорський ансамбль танцю «Смеречина» — народний аматорський хореографічний колектив України, що базується в Буковинському центрі мистецтв міста Вижниці (Чернівецька область).
Основною метою народного ансамблю танцю Смеречини є збирання, вивчення та збереження національних традицій, звичаїв та обрядів Буковини та України.

## Історія заснування
У 1962 році Василем Зінкевичем був створений народний самодіяльний ансамбль танцю «Смеречина». Художнім керівником, хореографом, солістом і дизайнером костюмів ансамблю танцю «Смеречини» був Василь Зінкевич: восени 1962 року дирекція Вижницького районного будинку культури прийняла його на посаду керівника популярного народного танцювального гуртка без відриву від навчання в училищі прикладного мистецтва.
Юний Зінкевич надав цим заняттям системності й творчої дисципліни, розробив танцювальну композицію, одягнув учасників у  стилізовані костюми, підібрав музику. І вже на новорічні свята на сцені Будинку культури поставили хореографічну постановку з назвою «Метелиця». Зінкевич зібрав однодумців зі студентів училища. В ансамбль прийшли школярі, робітнича молодь. Розучували танці, відточуючи особливу виконавську манеру, самі шили костюми за ескізами керівника, власноруч робили прикраси, адже танцювальний костюм мав зберігати автентичність і водночас сценічно читатися виразними яскравими орнаментами. Найперше організували творчу експедицію в гори: ходили із села в село, збирали істинно народні співи, рухи, музичний супровід, звичаї й традиції горян. У старших гуцулів вчилися не тільки характерного ритмічного танцювального малюнка та розуміння гри автентичних музичних інструментів, а й мистецтва вбиратися в народні строї.
Із тих творчих пошуків зродилася зокрема хореографічна постановка «Смеречина», яка визначила унікальний стиль ансамблю, а також подарувала йому назву.
За 60 років існування учасниками колективу стало понад 2000 людей.

## Хронологія
У 1964 році  художній колектив із Вижниці отримав звання народного.
У  1966 році у Вижницький будинок культури створюється  вокально-інструментальний ансамбль «Смерічка», роботу в якому Василь Зінкевич успішно поєднував із роботою в «Смеречині», поки остаточно не перейшов у професійну естраду й не переїхав у Чернівці. Танцювальний колектив очолив його творчий побратим, учасник   ансамблю Валерій Васьков, який керував колективом понад 25 років.
У 1971 році ансамбль танцю «Смеречина» нагороджений почесною грамотою Президії  Верховної Ради України.
З 1973 по 1997 рр. Валерій Васьков — художній керівник народного ансамблю танцю «Смеречина».
У 1979 році Валерій Васьков удостоєний звання «Заслужений працівник культури УРСР».

## Участь у міжнародних фестивалях-конкурсах і нагороди
1973—1990 рр.: Румунія (срібна медаль), Чехословаччина (золота медаль), Польща, Закопане (Золотой топирець — Гран-прі), Югославія (золота  медаль), Франція (Гран прі), Бельгія (золота медаль).

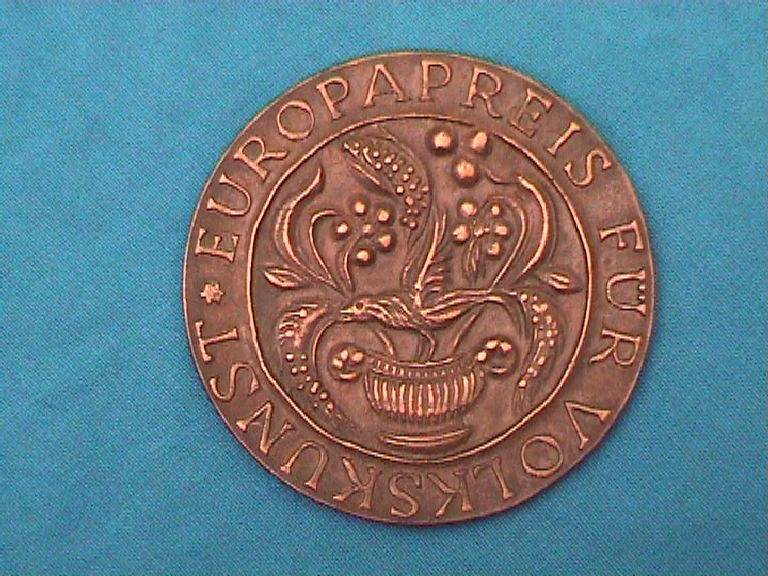
Гамбурзька медаль колективу «Смеречина»

У 1986 році ансамбль таню «Смеречина»  був нагороджений міжнародною європейською «Гамбурзькою премією народного мистецтва за внесок та збереження фольклору в Європі». На той час це був єдиний колектив в Радянському союзі, який був удостоєний такої високої  нагороди.
З 1993 по 1997 роки творча співпраця ансамблю танцю «Смеречина» з народною артисткою Радянського Союзу — Софією Ротару. 1991 р. Ансамбль танцю «Смеречина» під керівництвом Валерія Васькова бере участь в концертній ювілейній програмі «Квіти Софії Ротару» присвяченій 20-річчю творчої діяльності співачки.
Концерти відбулися у Державній Центральній концертній залі, Центральне телебачення транслювало цю програму, а також ансамбль гастролював в складі концертної групи Софії Ротару в колишніх республіках Радянського Союзу в Німеччині та США.
У 1997 році для колектива настає складний час. У зв'язку з відсутністю підтримки та неналежним ставленням до культури, відсутністю фінансування та байдужістю керівництва  району, Валерій Васьков був змушений звільнитись та згодом виїхати в Португалію в пошуках кращої долі.
1998—2003 рр. керівниками колективу стають учасниці колективу  Валентина Якобуца та Марія Симака.
1999 року  «Смеречина» нагороджена Почесною грамотою та медаллю Кабінету Міністрів України.
У 2004 році художнім керівником ансамблю стає учень Валерія Васькова — Геннадій Звягинцев.
І знов протягом багатьох років ансамбль танцю «Смеречина» демонструє своє мистецтво на міжнародних конкурсах у країнах Європи: Австрії, Італії, Німеччині, Польщі, Румунії, Туреччині, Швейцарії, Іспанії та о. Гран канарія
У  2009 році Геннадій Звягинцев удостоєний звання — Заслужений працівник культури України. У 2012 році ансамбль побував на міжнародному конкурсі у Швейцарії, де брали участь колективи з п‘яти континентів. На заключному сьомому концерті у фіналі всі учасники танцювали вижницьку «Гуцулку» як своєрідний зразок єднання мистецтва.
У 2014 році, за підтримки CIOFF організації, яка входить до ЮНЕСКО, в Іспанії та на Канарських островах відбувся ювілейний міжнародний конкурс світових колективів хореографії, на якому Україну репрезентував ансамбль танцю «Смеречина».
Творчу діяльність ансамблю танцю «Смеречина» відзначено премією Гамбурзького фонду за збереження та вклад в європейський фольклор.
У 2014 році Геннадій Звягинцев, художник, хореограф, магістр мистецтвознавства, художній керівник ансамблю танцю «Смеречина», заслужений працівник культури України, ініціював та очолив створення Буковинського центру хореографічного мистецтва, на базі якого проводить репетиції колектив. Ансамбль танцю «Смеречина» є основою Буковинського центру мистецтв, в якому сьогодні[коли?] проходять навчання понад 500 вихованців, які крім  хореографії вивчають живопис, сценічне  та театральне мистецтв. Викладачі центру, які свого часу були учасниками ансамблю танцю «Смеречина», мають хореографічну та художню освіту.